# Hooverphonic
Hooverphonic és un grup musical de rock belga que fa sobretot dreampop. Els components del grup són el baixista Alex Callier, el guitarrista Raymond Geerts i la cantant és Geike Arnaert. L'1 d'octubre del 2019 es va anunciar que Hooverphonic representaria Bèlgica al Festival de la Cançó d'Eurovisió 2020 a la ciutat neerlandesa de Rotterdam. No obstant això, el certamen va ser cancel·lat per la pandèmia per coronavirus de 2019-2020 i la televisió pública flamenca els va seleccionar internament per a representar el país al Festival d'Eurovisió 2021. Participaran amb la cançó «The Wrong Place».